# Manfred Waffender
Manfred Waffender (* 1952 in Alzey) ist ein deutscher Regisseur, Journalist, Herausgeber und Autor.
Waffender studierte in Frankfurt am Main und Berlin und war dann als Regieassistent in London an der Experimentierbühne Almost Free Theater aktiv. Ende der 1970er Jahre lebte er als freier Journalist in Kalifornien, wo er Reisebücher und Reportagen über die jugendliche Subkultur verfasste. Anfang der 1980er Jahre wurde er Lektor beim Rowohlt Taschenbuch Verlag in Hamburg, wo er Mitherausgeber der Reihe anders reisen war und die Sachbuchreihe rororo computer konzipierte. In dieser Zeit entstanden auch seine ersten Dokumentarfilme.
In den 1990er Jahren drehte Waffender neben Industrie- und Werbefilmen vor allem Musikfilme u. a. mit dem Kronos Quartet, Steve Reich, Wladimir Tarassow, Toots Thielemans, Maria João, Alexander von Schlippenbach und Ramesh Shotham. 2000 entstand auf einer musikalischen Pilgerfahrt mit dem Dirigenten Sir John Eliot Gardiner, dem Monteverdi Choir und dem Kammerorchester English Baroque Soloists zu Ehren Johann Sebastian Bachs der Film Bach Cantata Pilgrimage.
2001 wurde er von der Robert Schumann Hochschule Düsseldorf zum Professor für Mediendramaturgie berufen. Er ist Mitbegründer des 2004 gegründeten Instituts für Musik und Medien, das er zwischen 2006 und 2009 als geschäftsführender Direktor leitete. Seit 2018 ist er pensioniert.

## Filmographie
- Die Kinder von Apple, Atari und Commodore, 1984
- Die Spanische Gitarre, 1985
- Sketches Of Spain, mit Musik von Miles Davis, 1985
- Mein Taschengeld, Dokumentarfilm, 1986
- La Paloma, über Carla Bley, 1989
- The Comedy, über den Karneval in Venedig und das Modern Jazz Quartet, 1989
- Weg durch Zeit, Film-Essay, 1989
- Ich sehe was, was Du nicht siehst!, über Blinde und ihre Welt, 1989
- Sing, Sing Sing, Film über die Swing-Ära und Benny Goodman, 1990
- Thom Willems, 1990
- Die Hypermaschine, 1990
- About 4 – Kronos Quartet, 1993
- Wladimir Tarassow – Der Trommler, 1994
- Steve Reich: City Life, 1995
- Cyber City San Francisco, 1995
- Toots, Porträt von Toots Thielemans, 1996
- Die Ohrenzeugen, 1996
- Schwarz auf Weiß mit Heiner Goebbels und dem Ensemble Modern, 1997
- Herzschlag der Kontinente, Dokumentarfilm mit dem Karnataka College of Percussion, Ramesh Shotham, Mamady Keïta, Reinhard Flatischler u. a., 1997
- Lieder der Maori, 1997
- Freihändig – Der Pianist und Komponist Alexander von Schlippenbach, mit Aki Takase, Evan Parker, Paul Lovens, Axel Dörner, Rudi Mahall, Nobuyoshi Ino und Sunny Murray, 1998
- Kronos Quartet – Saitensprünge, Aufnahmen aus der Alten Oper in Frankfurt mit Musik von Astor Piazzolla, John Zorn, Hamza El Din, John Adams, Terry Riley, Hildegard von Bingen, Pérotin, Harry Partch, Alfred Schnittke, Gabriela Ortiz und Jimi Hendrix, 1998
- Black Angels & Ghost Opera, Black Angels von George Crumb und Ghost Opera von Tan Dun, aufgeführt vom Kronos-Quartett, 1998
- Mit der Stimme tanzen, Porträt der Sängerin Maria João, mit Mário Laginha, Trilok Gurtu, Wolfgang Muthspiel und der NDR Radiophilharmonie Hannover, 1999
- Dirigenten bei der Probe: John Eliot Gardiner, 1999
- Moscow Art Trio, Porträt der Mitglieder der Jazzformation Mikhail Alperin, Arkady Shilkloper und Sergey Starostin, 1999
- Music City San Francisco. mit Michael Tilson Thomas und dem San Francisco Symphony Orchestra, Lotfi Mansouri und Donald Runnicles von der San Francisco Opera, dem Kronos Quartet, Paul Dresher, Carl Stone, David Tanenbaum, Terry Riley, Lou Harrison u. a., 1999
- Filippa Giordano – eine Sängerin auf dem Weg zum Weltruhm, 2000
- Bach Cantata Pilgrimage John Eliot Gardiner, Monteverdi Choir, English Baroque Soloists, Solisten Christoph Genz, Bernarda Fink, Dietrich Henschel, James Gilchrist, Michael Chance, Claron McFadden, Peter Harvey, Stephen Varcoe, Lisa Larsson und Nathalie Stutzmann, 2000
- Reise in die Nacht nach einem Musiktheaterstück von Harald Weiss, 2000
- Music City St.Petersburg, Dokumentarfilm mit dem Orchester des Mariinski-Theater, Isaak Schwarz, Krzysztof Penderecki, Boris Grebenschtschikow, Irina Bogatschowa, Nikolai Alexejew, 2000
- Jupiters letzte Fahrt, 2002
- John Cousins & The University of the Waves, 2018

## Publikationen
- anders reisen: London, 1980
- Buntes Blech mit Tiefgang – Lowrider in San Francisco, 1980
- Besuch bei Bukowski – Ein paar Flaschen mit Hank, 1981
- anders reisen: San Francisco, 1982
- Reiseeindrücke made in USA (Herausgabe), 1982
- Das Rowohlt Abenteuer Lesebuch (Herausgabe), 1984
- Das Ding mit der Jungfrau – Eine Wallfahrt zur heiligen Jungfrau von El Rocio, 1989
- Cyberspace – Ausflüge in virtuelle Wirklichkeiten, 1991